# Janville, Oise
Janville är en kommun i departementet Oise i regionen Hauts-de-France i norra Frankrike. Kommunen ligger i kantonen Compiègne-Nord som tillhör arrondissementet Compiègne. År 2022 hade Janville 635 invånare.

## Befolkningsutveckling
Antalet invånare i kommunen Janville
| Referens: INSEE |